# Relações entre Quênia e Vietnã
As relações entre Quênia e Vietnã são relações bilaterais entre os países. Nenhum dos dois países tem um embaixador residente.

## História
As relações entre os dois países permanecem cordiais.
Ambos os países buscam expandir suas relações. O Vice-Ministro do Comércio do Vietnã, Le Duong Quang, foi citado dizendo que o Vietnã trabalharia em estreita colaboração com o Quênia e buscaria relações comerciais e diplomáticas mais profundas.
O Quênia e o Vietnã são membros do Movimento Não Alinhado.

## Visitas diplomáticas oficiais
O primeiro-ministro do Vietnã, Nguyễn Xuân Phúc, ofereceu uma recepção para a secretária de gabinete de Relações Exteriores do Quênia, Monica Juma.
A secretária de gabinete de Relações Exteriores do Quênia, Monica Juma, também se reuniu com o vice-primeiro-ministro Phạm Bình Minh em Hanói no final de 2019.
Tanto o vice-primeiro-ministro quanto a secretária de gabinete das Relações Exteriores concordaram que era necessária uma colaboração mais forte em áreas como economia, cultura, educação e TI. Além disso, concordaram que era importante estabelecer um mecanismo de consulta política entre os ministérios das Relações Exteriores.

## Relação econômica
O Vietnã busca melhorar os laços comerciais com o Quênia. O comércio entre os dois países dobrou entre os primeiros trimestres de 2010 e 2011.
Em 2011, o Vietnã exportou mercadorias no valor de KES 82 milhões (US$ 1 milhão) para o Quênia. Em 2012, o valor das exportações do Vietnã para o Quênia saltou para KES 6,56 bilhões (US$ 80 milhões).
As principais mercadorias exportadas do Vietnã para o Quênia incluem: arroz, computadores, peças eletrônicas e produtos plásticos.
O Quênia é considerado um ponto de acesso aos mercados da África Oriental.

### Transporte
Desde 30 de março de 2015, a Kenya Airways se tornou a primeira companhia aérea da África a oferecer voos diretos para o Vietnã.

## Missões diplomáticas
A embaixada do Quênia na Tailândia é credenciada junto ao Vietnã. A embaixada do Vietnã na Tanzânia é credenciada junto ao Quênia.